# Endotrichella elegans
Endotrichella elegans là một loài Rêu trong họ Pterobryaceae. Loài này được (Dozy & Molk.) M. Fleisch. miêu tả khoa học đầu tiên năm 1906.